# Военно-медицинская академия имени С. М. Кирова
Вое́нно-медици́нская акаде́мия и́мени С. М. Ки́рова — первое высшее медицинское учреждение России для подготовки классных чинов военного ведомства и военнослужащих медицинской службы Вооружённых сил Российской Федерации.
Академия, учреждённая как военно-учебное заведение в царствование Павла I, занимает историческое здание в центре Санкт-Петербурга, построенное в конце XVIII века по проекту Антонио делла Порта в стиле высокого классицизма и украшенное живописными панно Джузеппе Бернаскони.
Полное действительное наименование академии с 2015 года — Федеральное государственное бюджетное военное образовательное учреждение высшего образования «Военно-медицинская академия имени С. М. Кирова» Министерства обороны Российской Федерации, сокращённое — ВМА. Академии присвоено именное наименование в честь С. М. Кирова (1886—1934), советского государственного и политического деятеля. Подчинение — начальнику академии → Главное военно-медицинское управление Министерства обороны Российской Федерации.

## История изменения наименований
- Главное врачебное училище (с 1787 года)
- Санкт-Петербургское медико-хирургическое училище (с 1798 года)
- Медико-хирургическая академия (МХА) (с 1799 года)
- Императорская медико-хирургическая академия (ИМХА) (с 1808 года)
- Императорская Военно-медицинская академия (с 1881 года)
- Военно-медицинская академия (с 1917 года)
- Военно-медицинская академия Рабоче-крестьянской Красной армии (с 1929 года)[5]
- Военно-медицинская академия Красной Армии им. С. М. Кирова (с 1935 года)[6]
- Ленинградская военно-медицинская академия (1940 год)[7]
- Военно-медицинская академия Красной Армии им. С. М. Кирова (с 1941 года)
- Военно-медицинская ордена Ленина академия имени С. М. Кирова (с 1954 года)[8]
- Военно-медицинская ордена Ленина Краснознаменная академия им. С. М. Кирова (ВМОЛКА) (с 1968 года)
- Государственное образовательное учреждение высшего профессионального образования Военно-медицинская академия им. С. М. Кирова (до 2008 года)
- федеральное государственное образовательное учреждение высшего профессионального образования «Военно-медицинская академия имени С. М. Кирова» Министерства обороны Российской Федерации (до 2010 года)
- федеральное государственное военное образовательное учреждение высшего профессионального образования «Военно-медицинская академия имени С. М. Кирова» Министерства обороны Российской Федерации (до 2011 года)
- федеральное государственное бюджетное военное образовательное учреждение высшего профессионального образования «Военно-медицинская академия имени С. М. Кирова» Министерства обороны Российской Федерации (до 2012 года)
- федеральное государственное казённое военное образовательное учреждение высшего профессионального образования «Военно-медицинская академия имени С. М. Кирова» Министерства обороны Российской Федерации (до 4 октября 2013 года)
- федеральное государственное бюджетное военное образовательное учреждение высшего профессионального образования «Военно-медицинская академия имени С. М. Кирова» Министерства обороны Российской Федерации (с 4 октября 2013 года)
- федеральное государственное бюджетное военное образовательное учреждение высшего образования «Военно-медицинская академия имени С. М. Кирова» Министерства обороны Российской Федерации (с 1 сентября 2015 года)

## История вуза

### Знаки различия
| Эполет                                   | Погоны                                                                         | Погоны              | Погоны                       |
| ---------------------------------------- | ------------------------------------------------------------------------------ | ------------------- | ---------------------------- |
|                                          |                                                                                |                     |                              |
| профессор 1898, в чине Тайного советника | лейб-медик (пожалованный в это звание Николаем II), в чине Статского советника | зауряд-военный врач | слушатель специальных курсов |

### Императорская медико-хирургическая академия

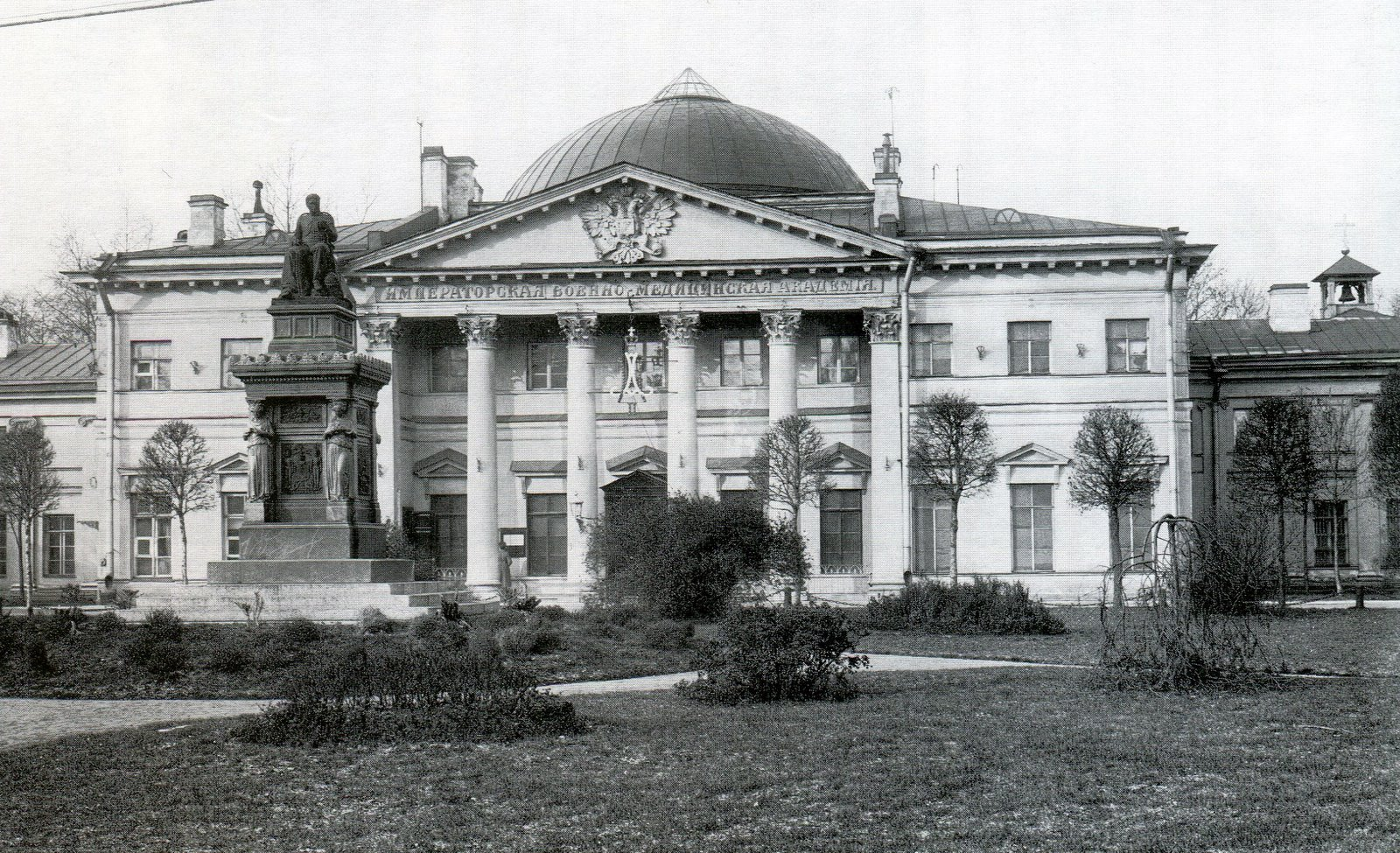
Здание военно-медицинской академии с памятником Я. Ф. Виллие на фото 1914 года

История военной медицины в России восходит к первой трети XVIII века. В 1715 году по указу Петра I на Выборгской стороне в так называемой Госпитальной слободе для оказания медицинской помощи «служивым людям» были заложены Адмиралтейский и Сухопутный генеральные госпитали, а годом позже — Адмиралтейский госпиталь в Кронштадте. При этих госпиталях, названных генеральными, как и при созданном в 1706 году госпитале в Москве, создаются в первой половине XVIII века госпитальные (медико-хирургические) школы, положившие начало оригинальной отечественной системе военно-врачебного образования. Эти школы в 1786 году были объединены в Главное врачебное училище.
Официальной датой основания академии считается 18 (29) декабря 1798 года, когда российский император Павел I подписал указ о строительстве помещений для учебных театров (аудиторий) врачебного училища и для общежития его учеников. При этом несколькими годами ранее идею создания этого учреждения царю предложили И. Ф. Фитингоф и А. И. Васильев. Дата подписания указа считается днём основания Медико-хирургической академии, но открытие её состоялось в 1800 году. В 1808 году императором Александром I академия была возведена в ранг «первых учебных заведений Империи»: она получила права Академии наук, ей разрешено избирать своих академиков, и она стала именоваться Императорской медико-хирургической академией.
Строительство здания академии в 1799—1803 годах велось по проекту швейцарского архитектора Джованни Антонио Порто и было завершено в 1809 году под руководством А. Н. Воронихина. Здание построено в стиле русского классицизма. Стены главного зала и художественное оформление купола украшены фресками итальянского художника Пьера ди Анжели. В вестибюле (быв. конференц-зал) сохранились живописные панно по эскизу художника Дж. Бернаскони. В 1808 возведена в ранг «первых учреждённых заведений империи» и стала именоваться Императорской. В 1859 году перед фасадом главного здания академии был установлен памятник Я. В. Виллие.
В 1798—1845 годах действовало Московское отделение академии, подготовившее около 2000 военных медиков.
В XIX веке при Якове Виллие и его преемниках в академии были созданы первые в Российской империи кафедры и клиники гинекологии, психиатрии, офтальмологии, оперативной хирургии, педиатрии, отоларингологии и другие, создан «Врачебный институт», ставший прообразом адъюнктуры. Учредив в 1872 году «Особый медицинский курс для образования учёных акушерок», академия стала первым в мире инициатором становления женского медицинского образования.
9 февраля 1863 года при Медико-хирургической академии создаётся Хирургический музей, ставший первым в России музеем подобного профиля. Музей вмещал около 6 тыс. экспонатов, размещённых в 12 отделах. В советское время Хирургический музей вошёл в состав единственного в России Военно-медицинского музея.
В 1910—1911 годах выпускники и студенты академии участвовали в ликвидации Маньчжурской эпидемии чумы.

### Академия в послереволюционный период
В 1920 году при академии созданы специальные фельдшерские курсы, готовившие средних и младших медицинских специалистов.
В 1925 году принимается новое Положение об академии, в котором определялись её основные цели и задачи в качестве военно-медицинского вуза; реформирована система обучения, изучение вопросов военной медицины внедрено на все кафедры, в учебные планы внесены военные, военно-медицинские и социально-экономические дисциплины. С 1929 года академия полностью переходит в подведомственность Рабоче-крестьянской Красной армии.
Коллектив ВМА в 1939 году принимает деятельное участие в создании Куйбышевской военно-медицинской академии, а в 1940 году в Ленинграде при создании Военно-морской медицинской академии, которая 18 августа 1956 года присоединена к ВМедА, став факультетом подготовки врачей для военно-морского флота.
В ноябре 1941 — январе 1942 годов академия эвакуируется в г. Самарканд, где на базе Самаркандского медицинского института, совместно с личным составом расформированной Куйбышевской военно-медицинской академии, разворачивается обучение военных врачей.
В ноябре 1942 года решением ГКО СССР было изменено положение об Академии, и в её состав были включены ряд научно-исследовательских военно-медицинских институтов и создан единый Центр подготовки военно-медицинской службы, которым руководил физиолог академик Леон Орбели. С принятым в 1942 году новым Положением академия берёт на себя задачи разработок в области общей и военной медицины, инженерное конструирование и тестирование опытных образцов медицинского и санитарно-технического оснащения армии, а также подготовку научно-педагогических и командно-медицинских руководящих кадров.
В июле 1943 года создан московский филиал Центра и открыт командно-медицинский факультет, занятия на котором начались 1 сентября 1943 года. Вновь созданным филиалом в Москве руководил кандидат медицинских наук генерал-майор медицинской службы Гавриил Васильевич Крайванов (1902—1968). В годы Великой Отечественной войны он был начальником Научно-исследовательского испытательного санитарного института Красной Армии, начальником Московского филиала академии, одновременно председателем Государственной испытательной комиссии по выпуску врачей военных академий, затем начальником командно-медицинского факультета Военно-медицинской академии им. С. М. Кирова.
Начальником командно-медицинского факультета Московского филиала сразу после его создания был Анатолий Сергеевич Георгиевский.
В 1944 году академия передислоцируется обратно в г. Ленинград.
После Великой Отечественной войны трудами сотрудников академии внесен огромный вклад в обобщение накопленных в военные годы материалов и данных, работы учёных нашли своё отражение в тридцатипятитомном издании «Опыт советской медицины в Великой Отечественной войне 1941—1945». В 1950-е и 1960-е годы ряд учёных, трудившихся в разные годы в академии, получили международное признание, а также были удостоены высокими государственными наградами (А. П. Виноградов, П. А. Куприянов, В. И. Воячек, Е. Н. Павловский, Н. С. Молчанов, Н. П. Кравков, С. П. Федоров и мн. др.).
Указом Президиума Верховного Совета СССР от 21 июля 1954 года за заслуги в подготовке военно-медицинских кадров и развитии медицинской науки академия награждена орденом Ленина, а в 1968 году в связи с пятидесятилетием Вооружённых Сил СССР академия награждена орденом Красного Знамени.
Незадолго до начала празднования 200-летия основания Указом Президента Российской Федерации от 17 декабря 1998 г. комплекс исторических зданий академии включен в Государственный свод особо ценных объектов культурного наследия народов Российской Федерации.

### Академия в XXI веке

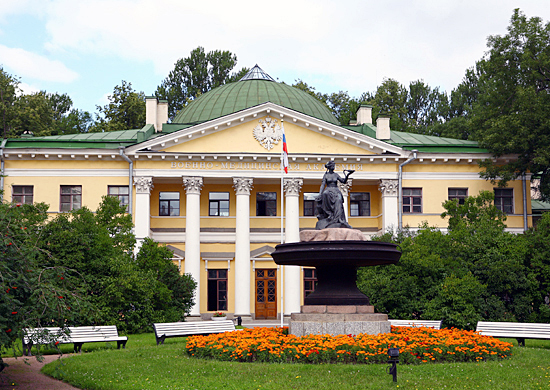
Историческое здание академии со статуей Гигиеи

29 марта 2004 года в главном здании Военно-медицинской академии была открыта мемориальная доска, посвящённая выпускникам и сотрудникам академии, погибшим при исполнении долга. На доске были выбиты 10 фамилий выпускников, погибших с 1989 по 2003 годы. Среди них были имена И. А. Кущевой и В. В. Назарчука, погибших в августе 2003 года при взрыве госпиталя в Моздоке.
С 2008 по 2010 года в состав Военно-медицинской академии им. С. М. Кирова на правах филиалов входили Саратовский военно-медицинский институт, Самарский военно-медицинский институт и Томский военно-медицинский институт.
С 24 декабря 2008 года по 28 апреля 2015 года в состав Военно-медицинской академии на правах обособленного структурного подразделения входил Военный институт физической культуры.
До 2011 года в виде структурного подразделения Военно-медицинской академии им. С. М. Кирова существовало ФГУ «Государственный научно-исследовательский испытательный институт военной медицины Министерства обороны Российской Федерации», являвшееся правопреемником трёх реформированных научно-исследовательских учреждений — Государственного НИИ экстремальной медицины, полевой фармации и медицинской техники Минобороны России, НИИ военной медицины Минобороны России и Государственного НИИИ (авиационной и космической медицины) Минобороны России. Состоял из трёх научно-исследовательских испытательных центров: войсковой медицины, военно-медицинской техники и фармации; авиационно-космической медицины и военной эргономики; медико-биологической защиты.
Срок обучения 6 лет. Окончившим 6-й курс присваивается воинское звание лейтенант медицинской службы. После окончания интернатуры (год с момента окончания 6-го курса) присваивалось воинское звание старший лейтенант медицинской службы. С конца 1990-х по начало 2000-х годов курсантам, обучающимся на факультете подготовки врачей для ВМФ или факультете подготовки врачей для ВВС и перешедшим на 5-й курс обучения, присваивалось воинское звание младший лейтенант медицинской службы.
В конце 2011 года Министром обороны Российской Федерации А. Сердюковым было принято решение о перебазировании Военно-медицинской академии им. С. М. Кирова в Курортный район Санкт-Петербурга. В районе посёлка Горская около спортивного аэродрома было выделено 275 га земли для размещения на них объектов клинической базы, лечебно-диагностических центров, научно-исследовательского комплекса и учебных зданий, конференц-залов, вертолётных площадок, жилых комплексов для курсантов и медперсонала, объектов транспортной и социально-бытовой инфраструктуры.
К проектированию нового многофункционального лечебного центра Военно-медицинской академии под Сестрорецком, согласно заключённому соглашению с ОАО «Главное управление обустройства войск» (аффилированным с ОАО «Оборонстрой») приступила компания ООО «ЛСР Строй», входящая в «Группу ЛСР». Работы по проектированию планировалось закончить до конца 2013 года, после чего другой подрядчик, которого должны были избрать по конкурсу, приступил бы к строительству лечебного корпуса на 1600 коек и учебного — на 3000 мест. По предварительным оценкам, стоимость перевода ВМА в Курортный район могла составить 15—20 млрд рублей.
На существующих площадях Военно-медицинской академии им. С. М. Кирова в районе ул. Академика Лебедева планировалось разместить Военный институт физической культуры, однако 5 декабря 2012 года на совещании по проблемам военной медицины министр обороны Российской Федерации С. К. Шойгу сообщил, что переезд Военно-медицинской академии имени С. М. Кирова из центра Санкт-Петербурга в Сестрорецк отменён, при этом её финансирование предполагается существенно увеличить.
В 2014 году по решению С. К. Шойгу на территории академии началось строительство Многопрофильной клиники (комплекса зданий для кафедр (клиник) и научных подразделений академии), состоящей из 7 корпусов. Начато строительство Ситуационного центра, который свяжет все военно-медицинские учреждения Вооруженных сил России во всех регионах страны.
В состав академии включена 8 научная рота ГВМУ.
В мае 2015 года в академии впервые в России была проведена успешная операция по пересадке тканей лица (32-я успешная операция в мире).
В декабре 2018 года при академии открыт музей Николая Ивановича Пирогова.

## Структура академии
По состоянию на 2015 год в Академии трудились 13 главных медицинских специалистов и два заместителя главных медицинских специалистов Минобороны России.

### Состав
В состав Военно-медицинской академии входит Управление академии, 8 факультетов, клинические подразделения и подразделения обеспечения.
- Факультет руководящего медицинского состава предназначен для послевузовской профессиональной подготовки офицеров медицинской службы для органов управления, военно-медицинских учреждений, высших учебных заведений и научно-исследовательских организаций медицинской службы Вооружённых Сил Российской Федерации. Факультет создан в 1942 году. Изначально назывался командно-медицинским факультетом.

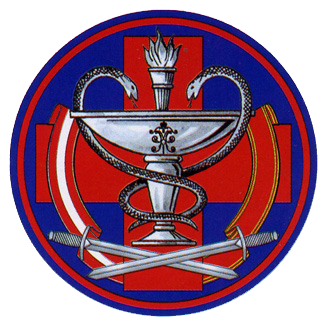
Нарукавный знак ВМедА, 2005 год

- Факультет подготовки врачей (для Сухопутных, Ракетных и Воздушно-десантных войск) создан в 1942 году. Изначально назывался факультетом подготовки старших врачей полков.
- Факультет подготовки врачей (для Воздушно-космических сил). В 1929 году при Военно-воздушной академии были открыты курсы усовершенствования медицинского состава, где врачи проходили лётную подготовку и изучали вопросы авиационной медицины. Факультет создан в 1960 году. Нарукавный знак ВМедА, 2005 год
- Факультет подготовки врачей (для Военно-морского флота) создан в 1956 году. Материально-технической основой для формирования стала Военно-морская медицинская академия, созданная в 1940 году на базе военно-медицинского факультета 1-го Ленинградского медицинского института им. И. П. Павлова (1938).
- Факультет подготовки врачей (военно-медицинских специалистов иностранных армий) (спецфакультет) создан в 1955 году как факультет подготовки и усовершенствования врачей иностранных армий.
- Факультет повышения квалификации и профессиональной переподготовки создан в 1929 году как курсы усовершенствования медицинского состава.
- Факультет подготовки и усовершенствования гражданских медицинских (фармацевтических) специалистов.
- Факультет (среднего профессионального образования) создан в 2014 году. В его состав включен ранее существовавший медицинский колледж Военно-медицинской академии.
- Филиал Военно-медицинской академии имени С. М. Кирова (г. Москва) создан приказом Министра обороны Российской Федерации от 20 марта 2015 года № 149 «О создании филиала федерального государственного бюджетного военного образовательного учреждения высшего профессионального образования „Военно-медицинская академия им. С. М. Кирова“ Министерства обороны Российской Федерации», начал работу с 1 сентября 2015 года[29][30]. Включает в себя семь кафедр и медицинский колледж. Готовит специалистов с высшим, а также средним специальным образованием.

Учебными базами филиала являются:
- Учебно-лабораторный корпус
- ГВКГ им. Н. Н. Бурденко
- Филиал № 1 ГВКГ им. Н. Н. Бурденко
- 3-й ЦВКГ им. А. А. Вишневского
- Филиал № 1 3-го ЦВКГ им. А. А. Вишневского
- Филиал № 2 3-го ЦВКГ им. А. А. Вишневского
- Филиал № 6 3-го ЦВКГ им. А. А. Вишневского
- 2-й ЦВКГ им. П. В. Мандрыка
- Лечебно-реабилитационный клинический центр
- 9-й Лечебно-диагностический центр
- Московская областная станция скорой медицинской помощи.

С 01 сентября 2015 года на правах филиала Академии работает Институт усовершенствования врачей Министерства обороны Российской Федерации.
ВМедА (Санкт-Петербург) включает в себя:
63 кафедры (28 военных, 35 гражданских), из них: 31 клиническую (17 хирургических, 14 терапевтических); 3 профилактических; 29 теоретических.
По состоянию на 2024 г. 65 кафедр (34 военных, 31 гражданская), из них 28 кафедр теоретического профиля, 37 кафедр клинического профиля:
- Кафедры теоретического профиля:
  - Кафедра авиационной и космической медицины
  - Кафедра автоматизации управления медицинской службой с военно-медицинской статистикой
  - Кафедра биологии имени академика Е. Н. Павловского
  - Кафедра биологической и медицинской физики
  - Кафедра военной психофизиологии
  - Кафедра военной токсикологии и медицинской защиты
  - Кафедра гистологии (с курсом эмбриологии)
  - Кафедра военно-политической работы в войсках
  - Кафедра иностранных языков
  - Кафедра клинической биохимии и лабораторной диагностики
  - Кафедра микробиологии
  - Кафедра нормальной анатомии
  - Кафедра нормальной физиологии
  - Кафедра общей и военной гигиены (с военно-морской и радиационной гигиеной)
  - Кафедра общей и военной эпидемиологии имени В. Д. Белякова
  - Кафедра организации здравоохранения и общественного здоровья
  - Кафедра оперативного искусства
  - Кафедра оперативной хирургии (с топографической анатомией)
  - Кафедра организации обеспечения медицинским имуществом войск (сил)
  - Кафедра организации и тактики медицинской службы
  - Кафедра организации и тактики медицинской службы флота (с курсом тактики и боевых средств флота)
  - Кафедра патологической анатомии
  - Кафедра патологической физиологии
  - Кафедра педагогики
  - Кафедра русского языка
  - Кафедра фармации
  - Кафедра физиологии подводного плавания
  - Кафедра физической подготовки

- Кафедры клинического профиля:
  - Первая кафедра и клиника (терапии усовершенствования врачей) имени академика Н. С. Молчанова
  - Первая кафедра и клиника (хирургии усовершенствования врачей) имени П. А. Куприянова
  - Вторая кафедра и клиника (терапии усовершенствования врачей)
  - Вторая кафедра (хирургии усовершенствования врачей)
  - Кафедра и клиника акушерства и гинекологии имени А. Я. Крассовского
  - Кафедра и клиника амбулаторно-поликлинической помощи
  - Кафедра и клиника анестезиологии и реаниматологии имени Б. С. Уварова
  - Кафедра и клиника военно-морской терапии
  - Кафедра и клиника военно-морской хирургии
  - Кафедра и клиника военно-полевой терапии
  - Кафедра и клиника военно-полевой хирургии
  - Кафедра и клиника военной травматологии и ортопедии имени Г. И. Турнера
  - Кафедра и клиника госпитальной терапии имени профессора В. Н. Сиротинина
  - Кафедра и клиника госпитальной хирургии
  - Кафедра и клиника детских болезней имени М. С. Маслова
  - Кафедра инфекционных болезней (с курсом медицинской паразитологии и тропических заболеваний) с клиникой инфекционных болезней
  - Кафедра и клиника кожных и венерических болезней
  - Кафедра физической и реабилитационной медицины
  - Кафедра и клиника нейрохирургии
  - Кафедра и клиника нервных болезней имени М. И. Аствацатурова
  - Кафедра нефрологии и эфферентной терапии
  - Кафедра и клиника общей хирургии имени И. Ф. Буша
  - Кафедра и клиника оториноларингологии
  - Кафедра и клиника офтальмологии имени В. В. Волкова[35]
  - Кафедра и клиника пропедевтики внутренних болезней
  - Кафедра и клиника психиатрии
  - Кафедра и клиника рентгенологии и радиологии (с курсом ультразвуковой диагностики)
  - Кафедра судебной медицины и медицинского права
  - Кафедра и клиника терапевтической стоматологии
  - Кафедра и клиника термических поражений
  - Кафедра и клиника урологии
  - Кафедра и клиника факультетской терапии имени С. П. Боткина
  - Кафедра и клиника факультетской хирургии имени С. П. Федорова
  - Кафедра и клиника фтизиатрии
  - Кафедра и клиника челюстно-лицевой хирургии и хирургической стоматологии
  - Кафедра и клиника общей стоматологии
  - Кафедра фармакологии

- Управление
  - Командование
  - Ученый совет
  - Военно-политический отдел
  - Отделение (гражданской обороны)

- Подразделения обеспечения
  - База обеспечения учебного процесса (г. Красное Село)
  - Инженерно-технический центр (эксплуатации и обслуживания медицинской техники)
  - Редакция журнала (военно-медицинского)
  - Военный оркестр
  - Санитарно-эпидемиологическая лаборатория

- 2 Центральных учреждения Министерства обороны РФ:
  - Центральная патологоанатомическая лаборатория МО РФ
  - Центр контроля качества и сертификации лекарственных средств МО РФ

- 6 Центров
  - Лечебно-диагностический центр (клинический, многопрофильный, высоких технологий) МО РФ (включающий в своем составе консультативно-диагностическую и стоматологическую поликлинику)
  - Научно-исследовательский центр
  - Фармацевтический центр
  - Центр (крови и тканей)
  - Центр клинической лабораторной диагностики
  - Инженерно-технический центр (эксплуатации и обслуживания медицинской техники)

- Самостоятельные отделы и службы:
  - Учебно-методический отдел
  - Отдел (организации научной работы и подготовки научно-педагогических кадров)
  - Клинический отдел
  - Строевой отдел
  - Отдел (договорной работы)
  - Отдел кадров
  - Отдел медицинского снабжения
  - Отдел материально-технического обеспечения
  - Отдел по работе с личным составом
  - Отдел (санитарно-эпидемиологического надзора за госпитальной инфекцией)
  - Служба защиты государственной тайны
  - Финансово-экономическая служба
  - Юридическая служба
  - Медицинская служба

- 2 приемных отделения
- Экспериментальная клиника
- Научная рота

В академии созданы и активно работают 13 диссертационных советов по защите докторских диссертаций по 33 научным специальностям.
Клиническая база академии имеет штатную коечную емкость в 2616 коек и представлена 16 клиниками хирургического профиля (в том числе 7 клиник общехирургических и 9 специализированных), 13 клиниками терапевтического профиля (в том числе 7 общетерапевтических и 6 специализированных), клиническим центром экстракорпоральной детоксикации и 5 клиническими подразделениями (в том числе приемные отделения № 1 и 2, станцией переливания крови и др.).
В 2016 году открыто 11 территориальных курсов переподготовки и повышения квалификации среднего медицинского персонала во Владивостоке, Чите, Новосибирске, Екатеринбурге, Самаре, Ростове-на-Дону, Севастополе, Калининграде, Североморске, Подольске и Москве.

## Издательская деятельность
С 4 ноября 1958 года академия издает многотиражную газету «Военный врач», с 1999 года — ежеквартальный журнал «Вестник Российской военно-медицинской академии», с 2016 года — «Известия Российской военно-медицинской академии».

## Знаки отличия (год)
- почётное наименование — Императорская (1808)
- именное наименование — имени С. М. Кирова (1935)
- орден Ленина (1954)
- орден Красного Знамени (1968)
- юбилейный почётный знак в ознаменование 50-летия образования Союза ССР (1972)[38]
- боевой орден «За заслуги перед народом и Отечеством» в золоте (Германская Демократическая Республика) (1974)[39]
- орден «Боевого Красного Знамени» (Монгольская Народная Республика) (1978)[39]
- Командорский Крест ордена Заслуги (Польская Народная Республика) (1986)[39]
- орден «За боевые заслуги» высшей степени (Социалистическая Республика Вьетнам) (1988)[39]
- орден «Дружбы народов» 1-й степени (Демократическая Республика Афганистан) (1989)[39]
- орден «Антонио Масео» (Республика Куба) (1992)[39]
- орден Александра Невского (31.01.2022)[40]

## Руководители
Информация о руководителях академии до 1999 года приводится согласно монографии Ю. Л. Шевченко 1998 года «Профессора Военно-медицинской (Медико-хирургической) академии (1798—1998)»

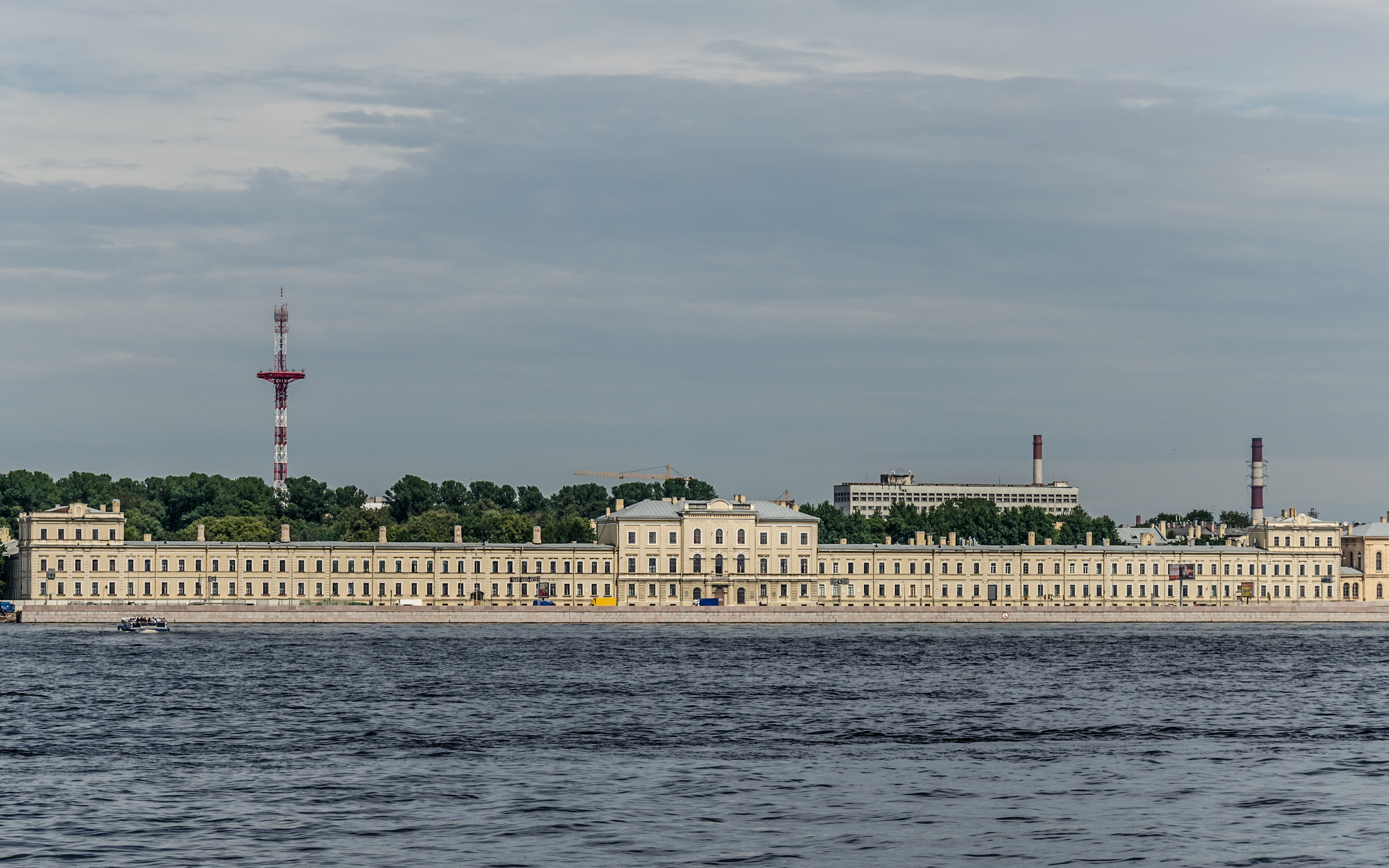
Здание клиник военно-медицинской академии на Пироговской набережной. 2012 год

- (21 сентября 1800 — 11 ноября 1802) Карл Иоганн-Христиан (Иоанн Христофор) Рингебройг — председатель конференции профессоров;
- (1802 — конец 1803) Иоганн-Петр Фридрих (Иван Фёдорович) Буш — председатель конференции профессоров;
- (1804—1805) Пётр Андреевич Загорский — председатель конференции профессоров;
- (1805—1808) Иоганн Петр (Иван Петрович) Франк — ректор;
- (1 августа 1808 — 8 декабря 1838) Джеймс Вайли (Уайли) (Виллие Яков Васильевич) — президент;
- (8 декабря 1838 — 20 сентября 1851) Иоганн (Иван Богданович) Шлегель — президент;
- (12 ноября 1851 — 3 июня 1856) Вацлав (Венцеслав Венцеславович) Пеликан — президент;
- (24 января 1857— 29 марта 1867) Пётр Александрович Дубовицкий — президент;
- (30 марта 1867 — 16 марта 1869) Павел Андреевич Наранович — начальник;
- (16 марта 1869 — май 1871) Николай Илларионович Козлов — начальник;
- (14 мая 1871 — 9 августа 1875) Яков Алексеевич Чистович — начальник;
- (9 августа 1875 — 7 октября 1890) Александр Михайлович Быков — начальник;
- (18 ноября 1890 — 2 февраля 1901) Виктор Васильевич Пашутин — начальник;
- (февраль 1901 — 3 ноября 1905) Александр Иванович Таренецкий — начальник;
- (3 ноября 1905 — 24 апреля 1906) Владимир Михайлович Бехтерев — «исправляющий» обязанности начальника;
- (30 апреля 1906—1910) Александр Яковлевич Данилевский — начальник;
- (21 ноября 1910 — 18 декабря 1912) Николай Александрович Вельяминов — начальник;
- (10 февраля 1913 — 3 апреля 1917) Иван Иванович Маковеев (Макавеев) — начальник;
- (28 февраля 1917 — 2 марта 1917) Вадим Александрович Юревич — временно заменяющий начальника (временный президент);
- (2 марта 1917 — 13 июня 1917) Владимир Андреевич Оппель — исполняющий обязанности начальника (временный президент);
- (13 июня 1917 — 13 декабря 1917) Михаил Дмитриевич Ильин — временно исполняющий должность президента (временный президент);
- (декабрь 1917 — 12 сентября 1925) Владимир Николаевич Тонков — президент, затем начальник;
- (1925—1930) Владимир Игнатьевич Воячек — начальник;
- (10 марта 1930 — 15 февраля 1934) Валентин Александрович Кангелари — начальник-военком;
- (ноябрь 1934 — октябрь 1940) Арутюн Григоревич Кючарян — начальник;
- (1940 — август 1941) Михаил Никифорович Ахутин — начальник;
- (август 1941 — 25 марта 1942) Дмитрий Николаевич Лукашевич — исполняющий обязанности начальника;
- (25 марта 1942 — 15 января 1943) Леонид Романович Маслов — начальник;
- (15 января 1943 — 8 апреля 1950) Левон (Леон) Абгарович Орбели — начальник;
- (8 апреля 1950—1952) Павел Григорьевич Столыпин — начальник;
- (1952—1953) Николай Иванович Завалишин — начальник;
- (28 апреля 1953 — 26 сентября 1953) Ефим Иванович Смирнов — начальник;
- (12 октября 1953 — июль 1968) Павел Поликарпович Гончаров — начальник;
- (2 августа 1968 — 29 января 1988) Николай Геннадьевич Иванов — начальник;
- (29 января 1988 — 22 апреля 1992) Герман Михайлович Яковлев — начальник;
- (22 апреля 1992 — 23 декабря 2000[42]) Юрий Леонидович Шевченко — начальник;
- (23 декабря 2000[43] — 2007) Борис Всеволодович Гайдар — начальник;
- (11 мая 2007[44][45] — 27 июня 2011) Александр Борисович Белевитин — начальник;
- (28 июня 2011 — 6 октября 2011) Александр Юрьевич Власов — временно исполняющий должность начальника;
- (7 октября 2011 — 1 апреля 2012) Сергей Александрович Бунин — временно исполняющий должность начальника;
- (2 апреля 2012[46][47] — 2 декабря 2012) Андрей Николаевич Бельских — временно исполняющий должность начальника;
- (3 декабря 2012[48][49] — 9 февраля 2018) Андрей Николаевич Бельских — начальник;
- (9 февраля 2018[50] — 23 апреля 2020) Александр Яковлевич Фисун — начальник[51];
- (23 апреля 2020 — 1 декабря 2020) Сергей Александрович Бунин — временно исполняющий обязанности начальника;
- (с 1 декабря 2020[52]) Евгений Владимирович Крюков — начальник.

## Слушатели

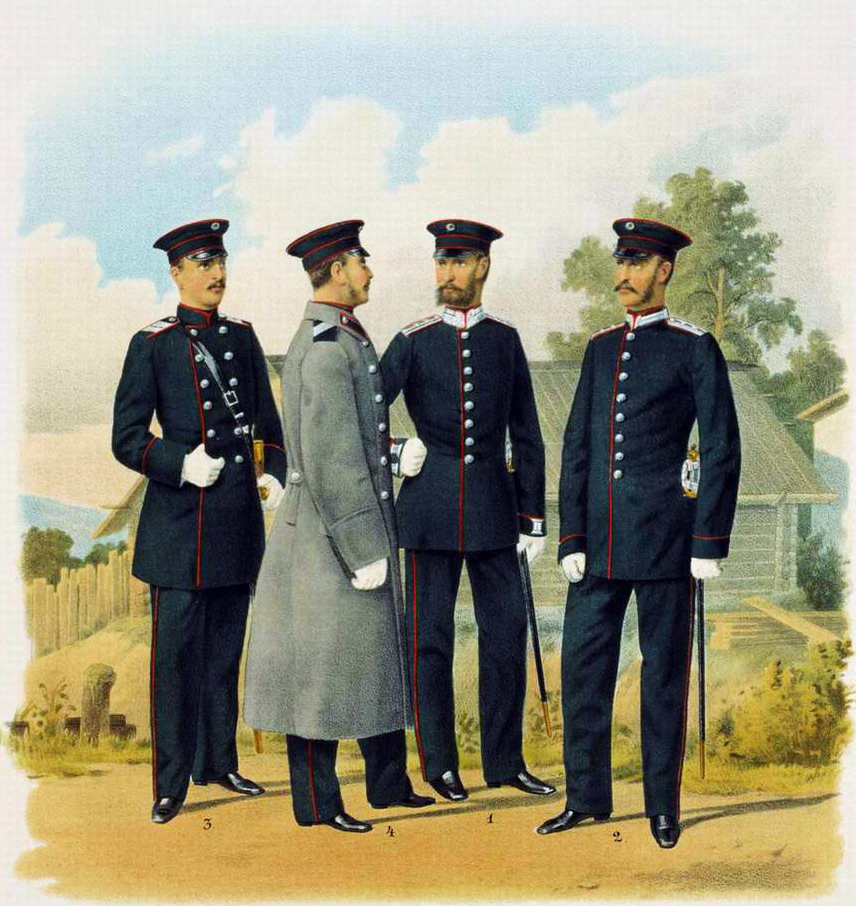
Военно-медицинские чиновники и воспитанники ИМХА. 1. Фармацевт. 2. Классный Фельдшер. 3. Студент и 4. Слушатель подготовительного курса. 1885 год

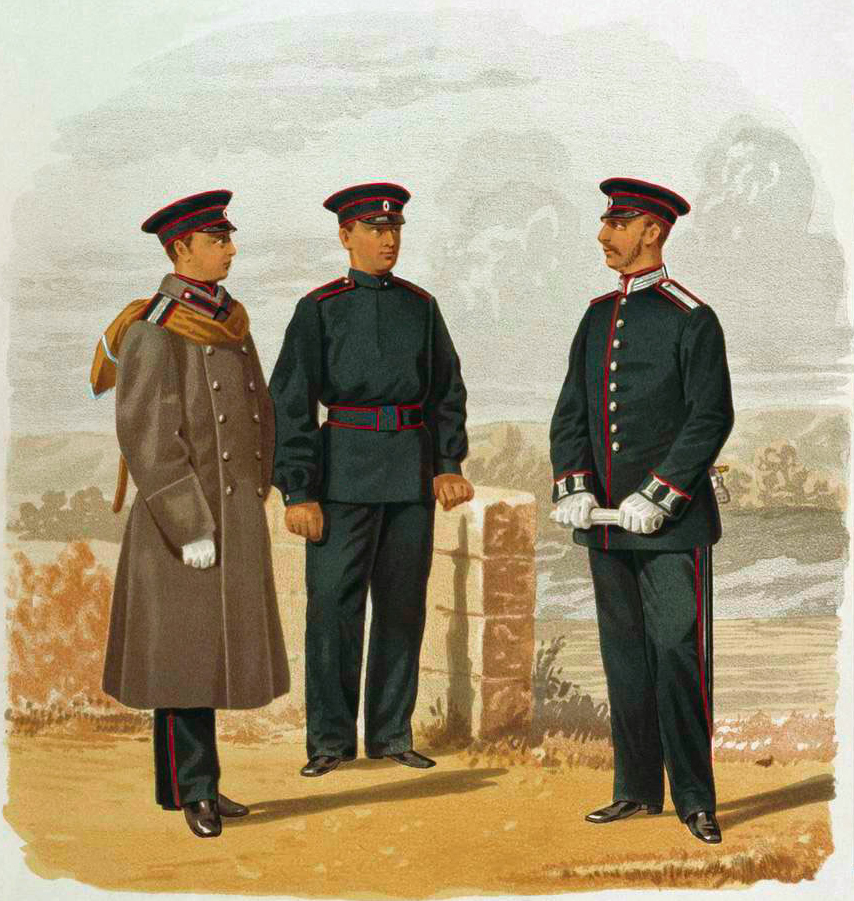
Студенты Военно-медицинской академии. 1881 год

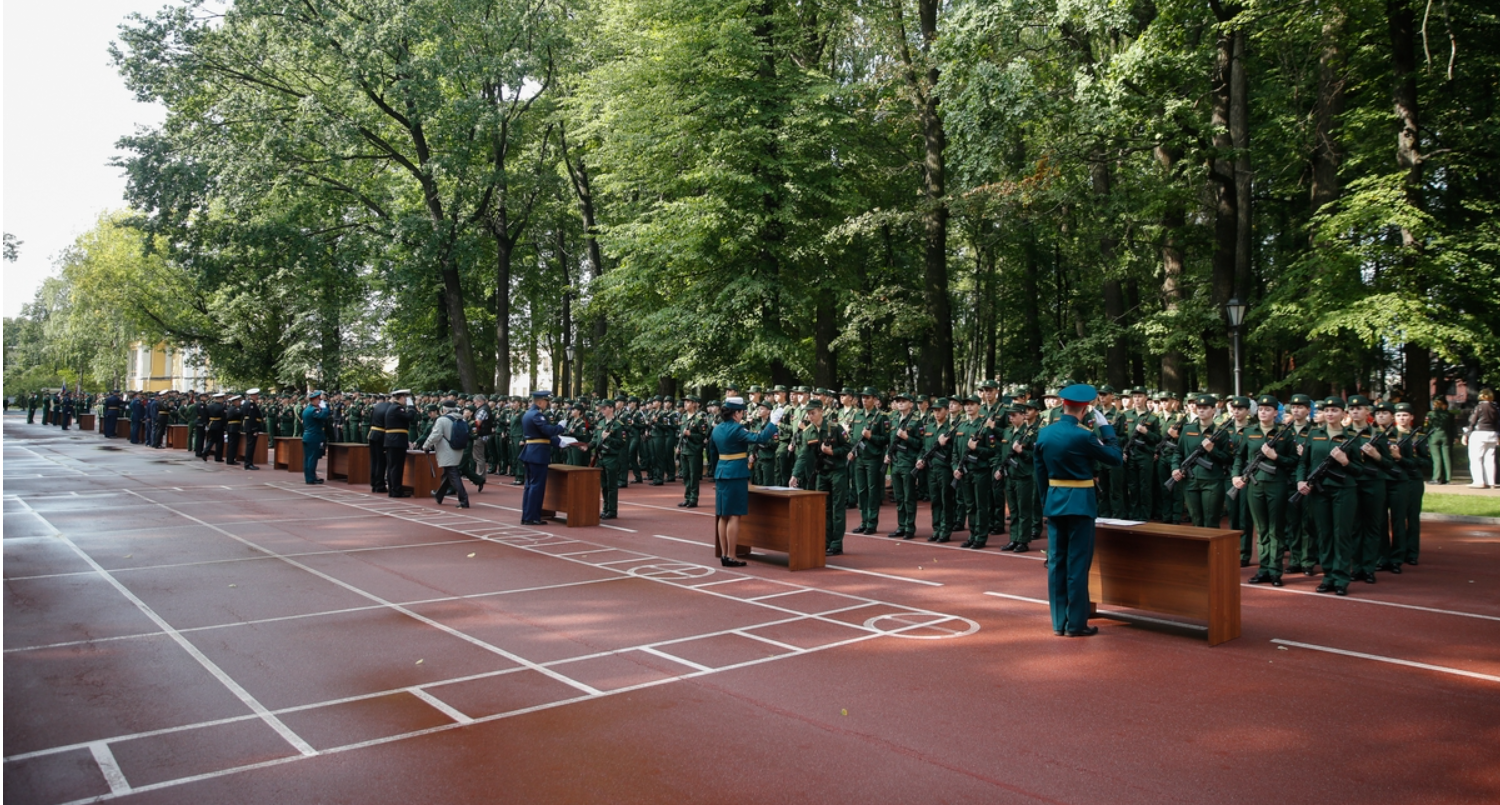
Присяга курсантов Военно-медицинской академии. 28 августа 2021 года

На начальном этапе работы число слушателей (учащихся) в академии колебалось от 280 до 300 человек, ежегодный выпуск классных чинов военного ведомства составлял около 60—70 человек (но не все они шли работать в вооружённые силы). За период с 1825 по 1838 год в армию и на флот поступило работать из выпускников Императорской медико-хирургической академии 636 врачей, 183 ветеринара и 34 фармацевта. К 1850 году штат академии, по переменному составу, был доведён до 600 слушателей (на 1 января 1852 года из 664 слушателей было 274 стипендиата, 38 казённокоштных, то есть обучающихся за счёт государства, и 332 своекоштных, то есть обучающихся за свой счёт).
- В период с 1858 по 1861 год Императорская медико-хирургическая академия произвела выпуск 554 врачей, 50 ветеринаров и 55 провизоров.

В 1860-х годах на 1-й курс Императорской медико-хирургической академии принималось по 300 человек. Основную часть этого контингента составляли выпускники духовных и учительских семинарий. С 1869 года приём в академию стал неограниченным в количественном отношении, и число слушателей резко возросло. В 1881 году срок обучения сокращён с пяти до трёх лет, и подготовка получила более практический уклон, но в 1890 году восстановлено прежнее положение по пятилетнему обучению. С 1882 года приём снова ограничен и общий штат слушателей в академии определён в 750 человек.
- В 1862—1870 годах академия выпустила лекарями 892 человека, провизорами — 179, ветеринарными врачами — 50, ветеринарными помощниками — 39.
- За период 1871—1875 годов выпуск всех специалистов медицинского профиля того времени составил 697 человек.
- В 1876—1878 годах подготовлено 502 врача и 102 ветеринара.
- В 1879 году — 188 врачей, 44 ветеринара и один фармацевт.
- За период 1881—1894 годов академия подготовила (считая и выдержавших при ней экзамен) 2 792 врача и 71 ветеринара, из которых в военное и морское ведомства направлено 1 630 человек.

Всего с 1862 по 1900 год Императорская медико-хирургическая академия дала армии и флоту 8 090 врачей.
В XX веке ежегодное число слушателей академии составляло около 1 000, а выпускала она от 127 до 240 человек в год.
- Всего за период с 1900 по 1914 год выпущено 2130 человек, а в 1915 году досрочно отправлены в войска все 970 слушателей со всех курсов.

## Память
В 1949 году в честь 150-летия Военно-медицинской академии в Санкт-Петербурге была выпущена серия почтовых марок.

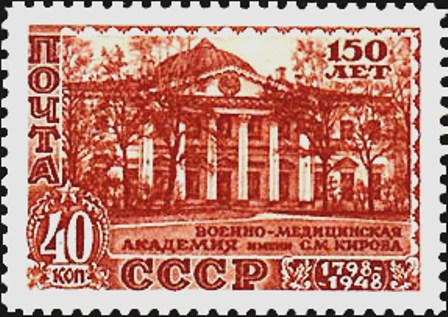
Здание академии
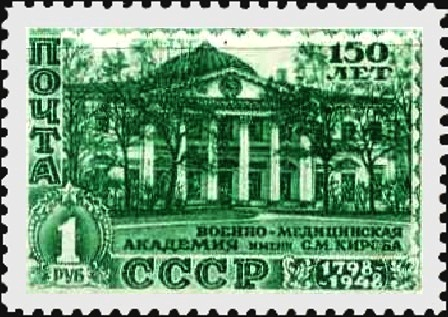
Здание академии
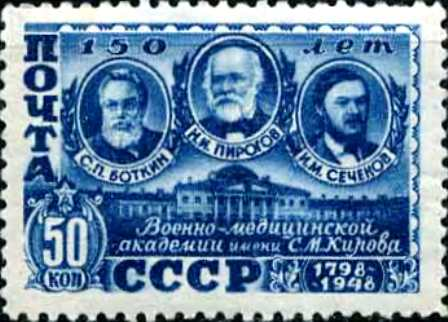
Врач-терапевт С. П. Боткин, хирург Н. И. Пирогов и физиолог И. М. Сеченов